# Un bounty killer a Trinità
Un bounty killer a Trinità è un film del 1972 diretto da Oscar Santaniello.
Spaghetti western che presenta scene da due film prodotti da Santaniello, Una pistola per cento croci e Black Killer, la pellicola venne in realtà girata da Joe D'Amato.

## Trama
Il paese di Trinità è sotto assedio da parte di una banda di fuorilegge comandata dai fratelli Sancho e Paco, il cui complice è Pizzarro, gestore del fetido saloon e di mezza città, aspirante a ottenere tutto, il quale rende pure vani i tentativi delle autorità di fermare i banditi, che non esitano ad uccidere un ragazzo mandato a chiedere aiuto e a rapire la figlia di Sam, un minatore arricchito per farsi rivelare da questi dove ha nascosto l'oro di una vita. Alla fine, sebbene riluttanti, le autorità decidono di chiamare in soccorso un bounty killer, il micidiale Alan Boyd, dotato di un ricco armamentario (tra cui una balestra medievale "letale come un winchester") che chiede una elevata quota per il suo lavoro:trentamila dollari d'ingaggio, duemila dollari a taglia e tutte le taglie. Giunto in città riceve molte utili informazioni dal becchino della città, suo vecchio amico, e da Annie, la ragazza del saloon, dei loschi piani di Pizzarro.
Su indicazioni di Pizzarro, gli uomini di Sancho tentano di uccidere Alan, che prontamente li elimina e riscuote le taglie, riesce a liberare Sam e sua figlia,  scontro nel quale uno dei fratelli banditi si salva per miracolo, e uccide Pizzarro; successivamente andrà nel covo dei banditi e con la balestra farà piazza pulita. Mentre viene ringraziato dagli anziani di Trinità, un uomo, mandato da un paese vicino assediato dai banditi, chiede aiuto a Alan che, quindi si rimette subito in viaggio.